# ジョン・ガビンズ
ジョン・ハリントン・ガビンズ（John Harington Gubbins、1852年1月24日 - 1929年2月23日）は、イギリスの外交官、学者。日本の英国公使館・領事館に長く勤務した。

## 経歴
インド、アグラの高等裁判所判事だった父親マーチンと母ハリエットの子として生まれる。4人の兄と1人の姉妹がいた。父マーチンは、ジョンが11歳のときに精神的な病から自殺した。パブリックスクールのハーロー校卒業後、経済的理由からケンブリッジ大学への進学を諦め、外国領事館の日本語・中国語通訳者募集に応募し、19歳で在日英国公使館の通訳研修生に合格。アルジャーノン・ミットフォードの退職後、1871年（明治4年に英国公使館付き通訳生として来日した。その後、1875年（明治8年）4月に2等補佐官、1882年（明治15年）1等補佐官、1888年（明治21年）日本語書記官補と順調に昇進を続け、1889年（明治22年）6月1日に通訳としての最高位である日本語書記官に昇進した（アーネスト・サトウ、ウィリアム・アストンに続く三代目）。この間東京副領事代行や横浜代理領事なども務める。
1886年（明治19年）5月から翌年にかけては、各国合同の条約改正会議に参加した。1894年（明治27年）2月から7月まで、英国外務省において駐英公使青木周蔵と、英国外相キンバレーの交渉を補佐し、7月16日に日英通商航海条約の調印に成功した。翌年7月の追加協約へ向けての関税委員会の英国代表となる。条約改正問題の解決に対する功労により1898年聖マイケル・聖ジョージ勲章に叙せられ、1902年（明治35年）駐日公使官（1905年大使館に昇格）書記官待遇を与えられる。1900年5月から翌年11月まで駐大韓帝国臨時代理公使。1909年外交官を引退。引退後は、かつての上司であるアーネスト・サトウと親交を結んだ。
正規の大学教育を受けていなかったにもかかわらず、日英関係に貢献した業績から、ガビンズはオックスフォード大学ベリオール・カレッジから名誉修士号を授与され、ベリオール・カレッジ（オックスフォード大学）で、1909年から1912年まで極東学と日本語の講義を行ったが、生徒不足から講座は3年で閉鎖された。

## 家族
ガビンズは工部省御雇いのコリン・アレクサンダー・マクヴェイン夫妻と親しくしており、夫妻が帰国しスコットランドのマル島に隠居すると、自身も一時帰国した際にマル島を訪問し夫妻家族と旧交を温めた。日本生まれの長女ヘレン・ブロディは24歳になっており、二人は恋に落ち、ガビンズ41歳の1893年にエジンバラで結婚した。ガビンズ夫妻は翌年に東京へ戻り、4人の子をもうけ、子供たちはマル島のマクヴェイン夫妻のもとで育てられた。その一人に、後に特殊作戦執行部 (Special Operations Executive, SOE）部長をとなるコリン・マクヴェイン・ガビンズ (Colin McVean Gubbins) 少将がいる。

## 軽井沢

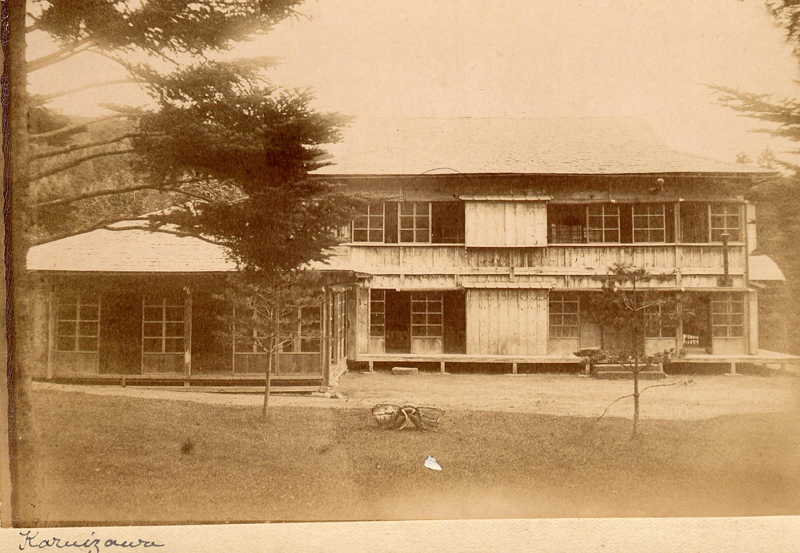
ガビンズの軽井沢別荘, ＠MVA.

ガビンズは、軽井沢に別荘を構えた初期の家族としても知られている。1896年にフレイザー公使別邸の隣地に建設した。
ただし上司であるフレーザーや知人のアレクサンダー・クロフト・ショーに倣ったというより、ガビンズ夫妻はマクヴェインからの勧めで軽井沢に避暑住宅を持つことに決め、手紙と写真で軽井沢での生活を報告した。コリン・ガビンズを含むこの夫妻の子供たちも数年間ここに滞在した。

## 著述
- John Gubbins (1922), The making of modern Japan, Seeley, Service & Co. Limited.（近代日本の形成）